# 弗朗西斯科·帕伦西亚
弗朗西斯科·帕伦西亚（西班牙語：Francisco Palencia，1973年4月28日—），墨西哥男子足球运动员，司职前锋。他曾代表墨西哥国家队参加1998年和2002年国际足联世界杯。他也曾入选1996年夏季奥林匹克运动会墨西哥男子足球队名单。